# كلدي حياة
كلدي حياة هي بلدة في مقاطعة شهرسبز في ولاية قشقداريا في أوزبكستان.